# Christian Denayer
Pour les articles homonymes, voir Denayer.
Christian Denayer, né le 28 septembre 1945 à Ixelles (région de Bruxelles-Capitale), est un auteur de bande dessinée belge.

## Biographie

### Jeunesse
Christian Denayer naît le 28 septembre 1945 à Ixelles, une commune bruxelloise. Il dessine des voitures depuis l'âge de 5 ans, il est fasciné par tout ce qui roule. Il dessine ses premières bandes dessinées à la manière de la tapisserie de Bayeux. Vers ses 10 ans, son père l'emmène au salon de l'auto et reste émerveillé par les couleurs des voitures américaines. À 14 ans, il a inventé la marque Fulgura pour laquelle il crée toute une gamme de voitures. 
Après des études d'enseignant à l’école Charles Buls à Bruxelles, sa première vocation est contrariée par l'indépendance du Congo. Christian Denayer se lance dans le dessin, il se présente chez Publiart est reçu par le rédacteur en chef du Journal de Tintin Marcel Dehaye qui l'oriente vers Jean Graton. En 1962, il débute comme seul assistant de Jean Graton qui lui confie les décors, les voitures et les couleurs de Michel Vaillant à partir de l'épisode Le 8e Pilote, et à partir de 1966, le même travail pour les trois premiers épisodes de la série Les Labourdet qui paraîtront dans le supplément Junior de la revue Chez Nous. En 1963, il est publié dans le journal de Tintin avec la publication de courts récits sportifs sur des scénarios de Jean Graton ou d'Yves Duval. En 1964, il assiste Paul Cuvelier sur les décors de Line pour l'épisode Le Secret du boucanier,. En 1966, à la fin de son service militaire, Tibet fait appel à lui et le fait travailler sur la série Ric Hochet, Tibet sera son professeur,. Cette collaboration se prolongera sur dix albums, soit pendant près de huit ans ! Il fait ses propres armes avec la série humoristique Plume, Pouf et Chnouf publiée dans Junior, en 1966. Par ailleurs, Tibet lui fait rencontrer André-Paul Duchâteau. En 1967, il publie Alain Bercy dans J2 Jeunes ainsi qu'en 1968 Tim Tarlic, sur un scénario d'Euloge Boissonnade. Liliane est l'épouse de Christian Denayer et, dans de nombreux albums, sa coloriste.

### Avec André-Paul Duchâteau
André-Paul Duchâteau et Christian Denayer créent en 1969 Yalek, qu'ils signent sous le pseudonyme commun de CAP. Henri Desclez cherche à renouveler le supplément jeunesse du quotidien belge Le Soir et contacte André-Paul Duchâteau, la série y sera publiée et ce jusqu'en 1978. 
En 1970, il réalise les décors d'un épisode du Club des « Peur-de-rien » pour Tibet qui sera publié dans Junior et la même année, CAP imagine les aventures du pilote automobile Alain Chevallier publiées d'abord sous forme de strips quotidiens dans Le Soir et poursuivie dans le Journal de Tintin des années plus tard.
En 1971, avec Jean-Pierre Verheylewegen au scénario mais supervisé par Duchâteau, le premier récit de Patrick Leman de 18 planches, coureur automobile au volant d'une Opel GT, apparaît dans Spirou, et en 1972, Christian Denayer illustre L'Inspecteur Spirou sur la piste, énigmes imaginées par André-Paul Duchâteau dont le lecteur doit découvrir la solution, jusqu'en 1977. 
En 1975, il anime une série B Les Casseurs : les aventures d'Al et Brock, toujours sur des scénarios d'André-Paul Duchâteau. 
En 1987, il crée dans Tintin, la série Gord,, une saga de science-fiction scénarisée par son ami Franz pour les trois premiers tomes, série qu'il poursuivra seul car Franz était débordé de travail. 
En 1989, il dessine la série TNT, adaptée par Loup Durand, d'après les romans de Michaël Borgia (pseudonyme collectif de Pierre Rey et Loup Durand) dans la collection « BDÉvasion » aux éditions Claude Lefrancq.
Puis en 1994, il lance comme auteur, la série Génération Collège narrant les aventures d'un groupe de collégiens en Floride qui connaîtra cinq albums chez Le Lombard. Avec beaucoup d'énergie, il s'investit dans cette série où il mettra sa famille à contribution et dont le moteur est sa fille Christelle,,.

### Avec Jean Van Hamme
Par un concours de circonstances en 1999, Jean Van Hamme lui propose de dessiner un scénario initialement prévu pour la télévision. En 2000, pour Dargaud Benelux, il dessine La Mission, premier tome de la série Wayne Shelton, qui met en scène un aventurier quinquagénaire. En 2010, Jean Van Hamme reprend les rênes de la série et la remet sur rail en faisant reprendre à son personnage titre le rôle d'un mercenaire vénal. En 2024, il sort le 14e opus de la série L'Or de Saigon et il annonce prendre sa retraite après 62 ans de métier et 75 albums,.

## Œuvres

### Albums de bande dessinée

#### Séries principales
- Yalek, scénario d'André-Paul Duchâteau (éditions Rossel). Denayer dessine les sept premiers tomes[26].

#### Autres albums
- 1. Line - Le Secret du boucanier[4],[51], Le Lombard, coll. « Jeune Europe », Bruxelles, 1966
Scénario : Michel Greg - Dessin : Paul Cuvelier - Couleurs : quadrichromie,Décoristes : Mittéï et Christian Denayer. Album broché.

- Énigme à bord de Thalys[52], Thalys - Le train éclair, 1996
Scénario : André-Paul Duchâteau - Dessin et couleurs : Christian Denayer — 8 planches.
- 14. Les meilleurs récits de... Denayer - Duval[53],[54], Loup, Andoy, octobre 2004
Scénario : Yves Duval - Dessin : Christian Denayer -  (ISBN 2-930283-74-2)
- 11. Le Club des « Peur-de-rien » - Les Rois des agents secrets[55], Pan Pan, Bruxelles, juillet 2009
Scénario : André-Paul Duchâteau - Dessin : Tibet - Couleurs : quadrichromie -  (ISBN 978-2-930571-00-3)Décoriste : Christian Denayer. Tirage de luxe 250 ex.
- Patrick Leman - Orage sur la route[56], La Vache qui Médite, 2011
Scénario : André-Paul Duchâteau - Dessin et couleurs : Christian Denayer,tirage limité à 300 ex., dos toilé, couverture cartonnée, p. 72.

#### Collectifs
- L'Aventure du journal Tintin - 40 ans de bande dessinée[57], Le Lombard, Bruxelles, novembre 1986
Scénario et couleurs : collectif - Dessin : collectif dont Christian Denayer -  (ISBN 2-8036-0574-0)
- Téléthon - La B.D. du défi[58], Le Lombard, Bruxelles, juin 1990
Scénario et couleurs : collectif - Dessin : collectif dont Christian Denayer -  (ISBN 2-8036-0894-4)
- Collectif dont Christian Denayer, Pétition[59] : À la recherche d'Oesterheld et de tant d'autres !, Amnesty International - Belgique francophone ASBL Groupe 64, novembre 1986, 47 p., p. 1 strip)
- Putinkon, le retour[60], P & T Production, 1994
Scénario : Éric Thomas - Dessin : collectif dont Christian Denayer - Couleurs : collectif -  (ISBN 2-87265-033-4)
- Rire c'est rire[61], F.I.R., 1995
Scénario et couleurs : collectif - Dessin : collectif dont Christian Denayer -  (ISBN 2-87265-046-6)
- Flash Back[62], Comic! Events, août 1995
Scénario : collectif - Dessin : collectif dont Christian Denayer - Couleurs : noir et blanc,Participation : Brock et Mary-Lee à dix ans ! Ce Flash Back a été réalisé en collaboration avec Bédéciné Illzach et édité à l'occasion du 10e festival BD Coxyde (15 juillet au 6 août 1995) à 1 500 exemplaires numérotés à la main. Rares textes et titres des séries en deux langues : français et flamand. D/1995/6941/06. Format à l'italienne.
- Walthéries - Les auteurs BD fêtent François Walthéry[63], GPRD, 1 septembre 2012
Scénario : Bruno Gilson - Dessin : Philippe Fenech, Bruno M - Couleurs : quadrichromie -  (ISBN 978-2-9601235-0-0)Tirage à 500 exemplaires. Album anniversaire des 50 ans de carrière de François Walthéry souhaité par d'autres dessinateurs dont Denayer.

### Para-BD
À l'occasion, Christian Denayer réalise des portfolios, ex-libris, posters, cartes ou cartons, sous-bock, autocollants, pochettes de disque, puzzles, étiquettes de bière ou de vin et commet quelques travaux publicitaires. Il réalise également des affiches de festivals de bande dessinée.

### Divers
À l'instigation de l'inspecteur de police et scénariste de bande dessinée Francis Dorao, il a aussi créé dans les années 1980, une série réaliste de cibles de tir pour l'entraînement de la police aux côtés des dessinateurs Hermann, Malik, Arthur Piroton, Yves Swolfs ou William Vance et de la société PLJ Targets. En 2023, lors du festival de la bande dessinée de Knokke-Heist, elles seront publiées en un tirage trilingue français, néerlandais et anglais.

### Expositions

#### Expositions individuelles
- T.N.T., Librairie La Bande des Six Nez, Bruxelles – 30 novembre 1989[14].
- Wayne Shelton, Boulevard des Bulles, Paris du 5 mars au 15 avril 2007[67]
- La Lance de Longinus, librairie 500 Héros, Wavre du 4 au 30 avril 2008[68].

#### Expositions collectives
- Le Jardin secret de 25 auteurs de BD, L'Ermitage, Wavre du 3 au 12 mai 1996[69]
- BD en 33 tours - 40 dessinateurs et illustrateurs ont revisité les pochettes de vinyle 33 tours de leur groupe ou artiste favori, Waterloo de septembre à octobre 2006[70],[71].

### Collections publiques
8 œuvres de cet artiste sont conservées au Centre belge de la bande dessinée et font partie du patrimoine mobilier de la région Bruxelles-Capitale.

## Réception

### Prix et distinctions
- 2006 :  Crayon d'or de Bruxelles pour l'ensemble de son œuvre décerné par la Chambre belge des experts en bande dessinée[73].

### Postérité
Selon Patrick Gaumer et Gilles Ratier,,, son graphisme se caractérise par un « trait fin et précis » et une « mise en page dynamique ».

#### Livres
: document utilisé comme source pour la rédaction de cet article.
- Jean Van Hamme, Introduction à la bande dessinée belge, Bruxelles, Bibliothèque royale de Belgique, 1968, 80 p., ill. ; 26 cm (lire en ligne), p. 15[catalogue] publié à l'occasion de l'exposition La bande dessinée en Belgique, Bibliothèque Albert Ier, [Bruxelles], du 29 juin au 25 août 1968.
- Henri Filippini, Dictionnaire de la bande dessinée, Paris, Bordas, 1989, 731 p., ill. ; 27 cm (ISBN 2-04-018455-4, OCLC 1244909550, BNF 35065653, présentation en ligne), p. 101, 102, 448, 564, 565, 609.
- Jean-Louis Lechat, Un demi-siècle d’aventures t. 2 : 1970 - 1996, Bruxelles, Le Lombard, 5 décembre 1996, 224 p., ill. ; 31 cm (ISBN 280361233X, OCLC 37995939, BNF 37539082, présentation en ligne), p. 40, 53, 91, 99, 105, 184. .
- Jean Pirotte (dir.) et Luc Courtois, Du régional à l'universel. : L'imaginaire wallon dans la bande dessinée., Louvain-la-Neuve, Fondation wallonne Pierre-Marie et Jean-François Humblet, 1999, 310 p. (ISBN 978-2-9600072-3-7 et 2960007239, OCLC 1075833932), p. 217 lire sur Google Livres
- Jacques Fiérain, « Denayer, Christian », dans La BD à Bruxelles et en Brabant, Charleroi, Éd. l'Âge d'or, avril 2003, 144 p., ill. ; 31 cm (ISBN 9782960119664 et 2960119665, OCLC 470388171, présentation en ligne), p. 35.
- Jean-Pierre Verheylewegen, Labyrinthe Bédé Chr. Denayer, Bruxelles, Éditions C.B.E.B.D., 2007.
- Patrick Gaumer, « Denayer, Christian », dans Dictionnaire mondial de la BD, Paris, Larousse, 2010, 953 p., ill. ; 27 cm (ISBN 978-2-0358-4331-9 et 2-0358-4331-6, OCLC 920924930, présentation en ligne), p. 243. .
- Philippe Mellot, Michel Denni, Laurent Turpin et Isabelle Morzadec, Trésors de la bande dessinée : BDM 2021-2022 - Catalogue encyclopédique et Argus, Paris, Les Arènes, novembre 2020, 22e éd., 1700 p., ill. ; 23 cm (ISBN 9791037502582, OCLC 1240308146, présentation en ligne), p. 34, 212, 486, 467, 721, 845, 1210, 1306, 1321. .

#### Périodiques
- Christian Denayer (interviewé par Patrick Sigal), « Tip-Top interview... Christian Denayer », Tip-top, no 3,‎ 1972
- Christian Denayer (interviewé), « Robidule rencontre... Christian Denayer », Robidule, no 1,‎ décembre 1972
- Jean-Pol Stercq, « La Galerie-photo de Tintin », Tintin, Le Lombard, no 5,‎ 1975.
- Chistian Denayer et André-Paul Duchâteau (interviewés par Jean-Louis Lechat), « Chistian Denayer et André Paul Duchâteau - Dix ans de casse », Tintin, Le Lombard, no 15,‎ 9 avril 1985
- Christian Denayer (interviewé par Murielle Buellens), « Chistian Denayer - Un papa gordien... », Tintin, Le Lombard, no 19,‎ 3 mai 1988
- Christian Denayer et André-Paul Duchâteau (interviewés par Jean-Louis Lechat), « Action - Humour - Émotion », Hello Bédé, Le Lombard, no 23,‎ 5 juin 1989
- Christian Denayer (interviewé par Jean-Louis Lechat), « Al et Brock s'impliquent plus que jamais ! », Hello Bédé, Le Lombard, no 24,‎ 16 juin 1992
- Christelle et Bertrand Pissavy-Yvernault, « Christian Denayer: "ce qui est pseudo-intellectuel ou prétentieux m'emmerde!" », La Lettre - L'officiel de la bande dessinée, Dargaud, no 29,‎ mai 1996
- Marc Carlot, « Christian Denayer », Auracan, no 14,‎ septembre-octobre 1996, p. 33-37
- Hugues Dayez, « Les aventures d'un journal », Spirou, no 3838,‎ novembre 2011, p. 29
- Louis Cance, « Biblio : Chr. Denayer », Hop !, Aurillac, AEMEGBD, no 140,‎ décembre 2013, p. 13 (ISSN 0768-9357)
- « Denayer, Rencontre / Assistant mode d’emploi », dBD, no HS#15,‎ juin 2015.
- Christian Denayer (interviewé par Frédéric Bosser), « Le témoin », dBD, no 106,‎ septembre 2016, p. 53 (ISSN 1951-4050).

#### Articles
- Christian Denayer (interviewé par André Jacques), « Habitant Wavre, où sa maison est le berceau de «Alain Chevallier» et des «Casseurs» : Christian Denayer prétend que «Le dessinateur est un fainéant qui travaille...» », Vers l'Avenir,‎ 11 juillet 1979
- Christian Denayer (interviewé par André Jacques), « Le dessinateur wavrien Christian Denayer aborde la compétition automobile à sa manière. », Vers l'Avenir,‎ 7 janvier 1982
- Christian Sonon, « Une exposition insolite jusqu'au 12 mai à l'Ermitage à Wavre Le Jardin secret de 25 auteurs de BD », Le Soir,‎ 3 mai 1996 (lire en ligne , consulté le 23 juin 2022)
- Christian Denayer (interviewé par Didier Pasamonik et Nicolas Anspach), « Denayer : « Ma collaboration avec Van Hamme m’a valu la plus grande trouille de ma vie » », ActuaBD,‎ 14 mars 2006 (lire en ligne, consulté le 22 juin 2022)
- Gilles Ratier, « Les Casseurs de Christian Denayer », BDzoom,‎ 2 mars 2009 (lire en ligne, consulté le 22 juin 2022)
- Jean-Philippe de Vogelaere et Christian Denayer (int)., « Du dessin en mouvement », Le Soir,‎ 28 mars 2009
- Christian Denayer (interviewé par Daniel Couvreur), « Le vrai visage de Wayne Shelton », Le Soir,‎ 22 mai 2009 (lire en ligne , consulté le 31 janvier 2024)
- Nicolas Anspach, « Wayne Shelton, T9 : "Son Altesse Honesty" - Par Jean Van Hamme et Christian Denayer - Dargaud », ActuaBD,‎ 1er novembre 2010 (lire en ligne, consulté le 22 juin 2022)
- Christian Denayer (interviewé par Jean-Philippe de Vogelaere), « La province en bulles (37) Christian Denayer à Wavre : Le « gentleman » dessinateur », Le Soir,‎ 10 novembre 2010 (lire en ligne , consulté le 22 juin 2022)
- Christian Denayer (interviewé par Nicolas Anspach), « Christian Denayer : "Jean Van Hamme s’amuse, et m’a déjà donné le scénario du prochain Wayne Shelton" », ActuaBD,‎ 28 novembre 2010 (lire en ligne, consulté le 22 juin 2022)
- Henri Filippini, « Wayne Shelton T13 : Vendetta » par Christian Denayer et Jean Van Hamme », BDzoom,‎ 11 septembre 2017 (lire en ligne, consulté le 22 juin 2022)
- Daniel Couvreur, « Jean Graton à tombeaux ouverts », Le Soir,‎ 21 janvier 2021 (lire en ligne , consulté le 22 juin 2022).